# Kathiawar
Il Kathiawar o Kathiawad (Gujarati: કાઠીયાવાડ; kaʈʰijaʋaɽ, dal nome Kathi di regnanti di Rajput) è una penisola dell'India occidentale, nello Stato del Gujarat, che confina a nord con le aree umide del Rann di Kutch, a nord-ovest col Golfo di Kutch, ad ovest e sud col Mare Arabico, e ad est col Golfo di Khambhat. Comprende la regione storica della Saurashtra.

## Città
Le città maggiori del Kathiawar sono Rajkot al centro della penisola, Jamnagar sul Golfo di Kutch, Bhavnagar sul Golfo di Cambay, Porbandar sulla costa occidentale, la città storica di Junagadh nel sud. Diu, città insulare che faceva parte dell'India portoghese e oggi territorio dell'Unione, si trova al largo del Kathiawar. Anche la città di Somnath e il suo famoso tempio si trovano sulla costa meridionale.

## Storia
Prima dell'indipendenza indiana nel 1947, gran parte del Kathiawar era suddiviso in molti principati governati da potentati locali che riconoscevano la sovranità britannica in cambio di autonomia locale. Il resto della penisola era suddiviso in distretti sotto il diretto controllo britannico, specialmente nella zona orientale. La penisola faceva parte della Presidenza di Bombay dell'India britannica.